# 邢士廉
邢 士廉（けい しれん）は、中華民国・満州国の軍人。北京政府奉天派の軍人で、後に満州国に属した。字は隅三。

## 事跡

### 奉天派での台頭
初めは、奉天省立第一初級中学で学び、優れた学業成績を残した。1908年（光緒34年）に軍人の道に転じ、官費で日本へ軍事留学した。日本では、東京振武学校でまず学習した後、陸軍士官学校第8期騎兵科で学んだ（同期は楊宇霆・臧式毅）。1913年（民国2年）に帰国した。
1916年（民国5年）、奉天督軍署参謀長となっていた楊宇霆の推薦により、邢士廉は黒竜江軍官養成所教練官に就任した。以後、張作霖率いる奉天派の軍人として順調に昇進した。邢士廉は楊宇霆の派閥に属し、奉天派の軍事改革にも貢献している。1924年（民国13年）、東三省陸軍第24旅旅長に就任して、第1師師長李景林に属する。邢士廉は、その所属部隊で最も優秀な武官との声望を得た。同年9月の第2次奉直戦争でも、邢士廉は軍功をあげている。
奉天派勝利後の1925年（民国14年）1月、邢士廉は江蘇督軍となった楊宇霆に随従して南下し、上海に駐屯した。邢士廉は淞滬戒厳司令として同地を統治し、特に中国共産党員や労働組合等を厳しく取り締まった。同年9月、奉軍第20師師長に昇進している。しかし、この時の取締りが上海市民の奉天派に対する不満をかきたててしまう。さらに、その混乱に付け入る形で直隷派の孫伝芳の反撃を招き、奉天派は敗北して南方地盤を喪失してしまった。これにより、同年11月、楊宇霆と邢士廉は瀋陽に引き返した。

### 冷遇と不満
1926年（民国15年）、邢士廉は鎮威軍第2方面軍副軍団長を兼任して、北京入りした後に軍警督察長も兼ねた。この頃には、張作霖と奉天派を取り巻く政治環境は悪化していたため、邢士廉は各勢力との融和政策に動こうとした。ところがこのために、強硬な姿勢に転じていた張作霖の不興を買ってしまい、邢士廉は各職位から罷免の憂き目に遭う。以後、張作霖の下では冷遇下に置かれた。
1928年（民国17年）6月4日の張作霖爆殺事件後、邢士廉は張学良により、中国国民党との和平交渉の使者の1人に任命された。邢士廉はその期待に応えて和平交渉を取りまとめ、同年12月29日の易幟に貢献した。しかし張学良の下でも、邢士廉は軍職を得られず、遼寧省政府委員会委員、東北交通委員会委員、東北講武堂教育長などの職を与えられたのみであった。また、邢士廉の政治的後ろ盾であった楊宇霆も張学良に粛清されてしまったため、邢士廉は張学良に対して不満を覚えるようになっていく。

### 満州国の軍首脳へ
1931年（民国20年）9月の満州事変後、日本軍の後ろ盾を受けた臧式毅により遼寧省政府が設置されると、邢士廉も省政府委員の1人となった。まもなく、土肥原賢二の勧誘に応じ、満州国で職務についた。以後、新京（現在の長春市）地区司令官兼第10混成旅旅長、中央陸軍訓練処処長、第5軍管区司令官（司令部：承徳）、第4軍管区司令官（司令部：ハルビン）、第1軍管区司令官（司令部：瀋陽）と歴任し、八路軍などと戦った。1942年（康徳9年）9月、治安部大臣に就任する。翌年4月、治安部が改組されて軍事部となると、引き続き軍事部大臣をつとめた。
1945年（康徳12年）8月17日、満州国が崩壊すると、邢士廉は張景恵とともに長春で東北地方治安維持会を組織した。しかし、まもなくソ連軍に逮捕され、ソ連領内に連行された。1950年7月31日、邢士廉の身柄は中華人民共和国に引き渡され、撫順戦犯管理所に収監された。
1954年3月17日、邢士廉は獄中で病死した。享年70。